# Palacio de Versalles
El Palacio de Versalles (en francés: château de Versailles) es una antigua residencia real construida por el rey Luis XIV situada en Versalles, a unos 19 kilómetros al oeste de París (Francia). El palacio es propiedad de la República Francesa y desde 1995 está gestionado, bajo la dirección del Ministerio de Cultura francés, por el Establecimiento Público del Palacio, Museo y Dominio Nacional de Versalles. Alrededor de 15 millones de personas visitan cada año el palacio, el parque o los jardines de Versalles, lo que lo convierte en una de las atracciones turísticas más populares del mundo.
Luis XIII construyó un sencillo pabellón de caza en el emplazamiento del Palacio de Versalles en 1623. Tras su muerte llegó Luis XIV, que amplió el castillo hasta convertirlo en los inicios de un palacio que pasó por varios cambios y fases desde 1661 hasta 1715. Fue la residencia favorita de ambos reyes y, en 1682, Luis XIV trasladó la sede de su corte y gobierno a Versalles, convirtiendo el palacio en la capital de facto de Francia. Esta situación se mantuvo con los reyes Luis XV y Luis XVI, que principalmente realizaron reformas interiores en el palacio, pero en 1789 la familia real y la capital de Francia regresaron a París. Durante el resto de la Revolución francesa, el Palacio de Versalles fue abandonado en gran parte y despojado de sus bienes, y la población de la ciudad circundante cayó en picado.
Napoleón I, tras su coronación, utilizó Versalles como residencia de verano de 1810 a 1814, pero únicamente restauró el Gran Trianón. Tras la Restauración borbónica, cuando el rey volvió al trono, residió en París y no fue hasta la década de 1830 cuando se volvió a restaurar una parte importante del palacio. En su interior se instaló un museo de historia de Francia que sustituyó a los aposentos del ala sur.
El palacio y el parque fueron designados Patrimonio de la Humanidad por la UNESCO en 1979 por su importancia como centro del poder, el arte y la ciencia en Francia durante los siglos XVII y XVIII. El Ministerio de Cultura francés ha incluido el palacio, sus jardines y algunas de sus estructuras subsidiarias en su lista de monumentos de importancia cultural.

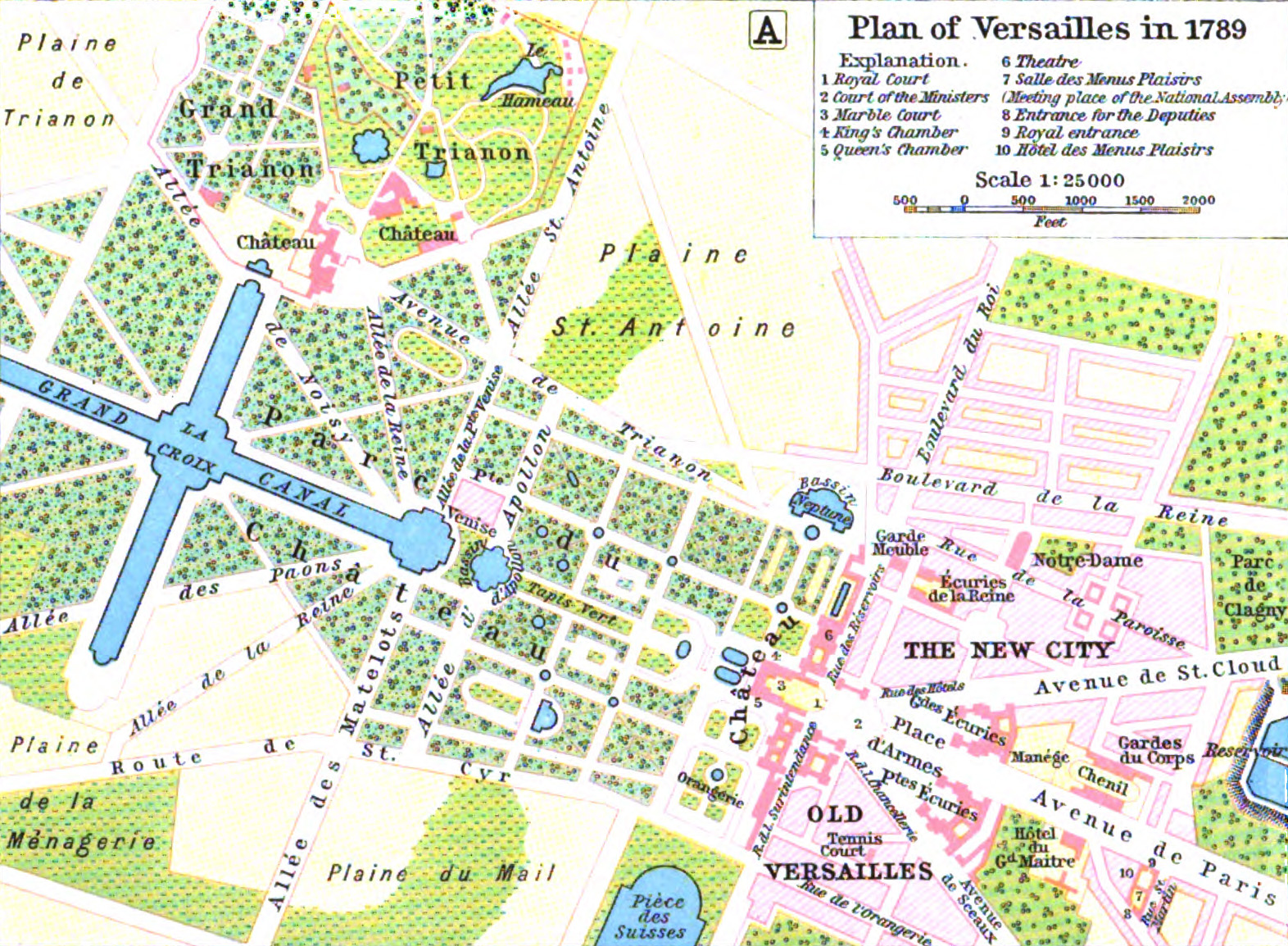
Mapa de Versalles en 1789, del Atlas Histórico de William R. Shepherd.

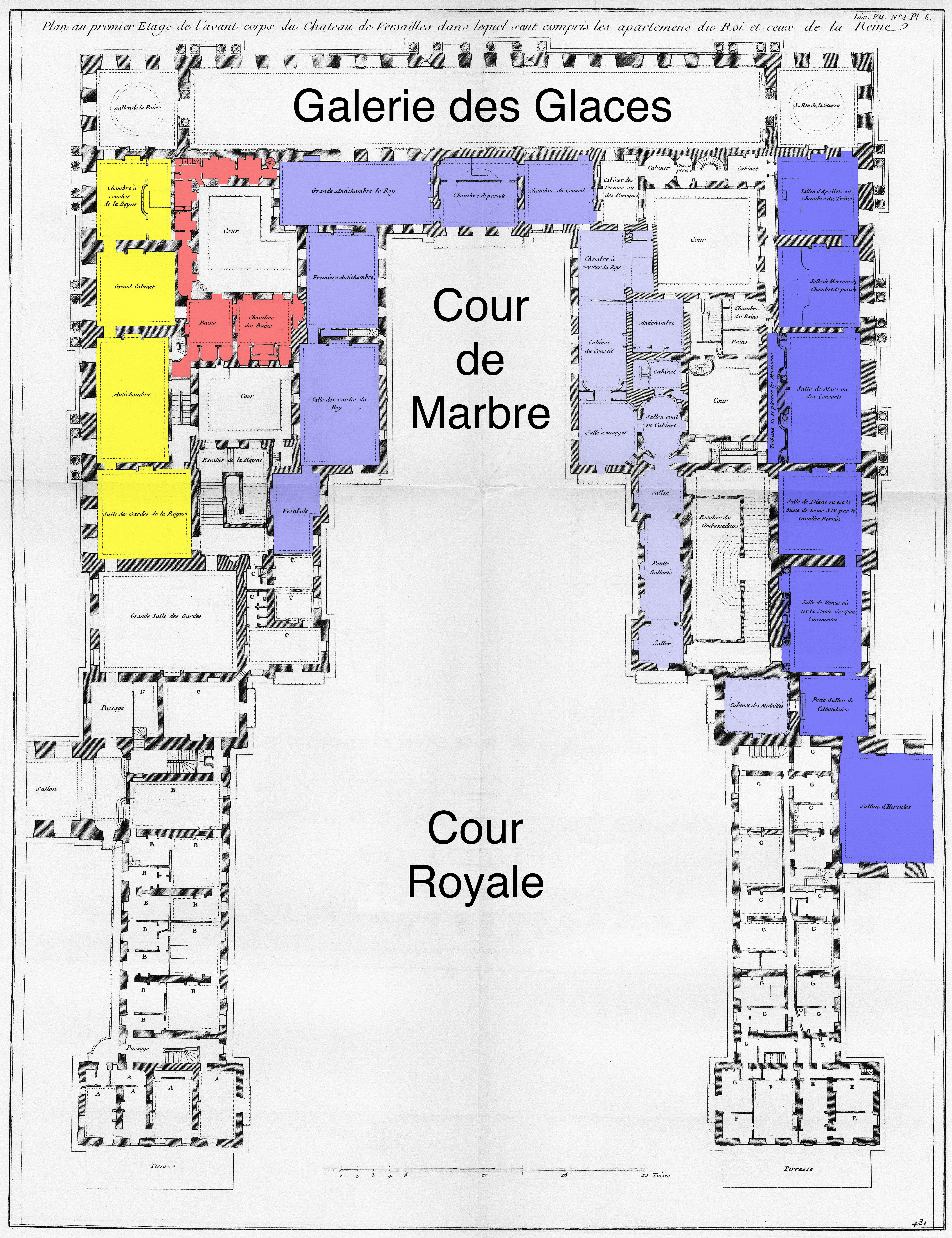
Plano de la planta principal del palacio (1742).

## Historia

### El castillo viejo
En 1623, el rey Luis XIII ordenó construir el castillo en medio del bosque, al lado de una loma rodeada por bosques.
En 1632 el monarca compró el dominio de Versalles. Luis XIII no hizo la compra de este castillo más que para demolerlo y así ampliar la superficie de la residencia real. Como curiosidad, en la cumbre de la meseta de Versalles, en la misma plaza del palacio actual, se edificó un molino de viento. Al mismo tiempo, el rey adquirió nuevos terrenos para ampliar la zona de caza.
Las obras se terminaron en 1634 y, para entonces, Luis XIII tomó posesión de sus nuevos departamentos. A partir de 1636, el rey multiplicó sus estancias. Los jardines fueron estructurados «a la francesa» por Jacques Boyceau, con decoraciones arabescas y entrelazados.

### Luis XIV

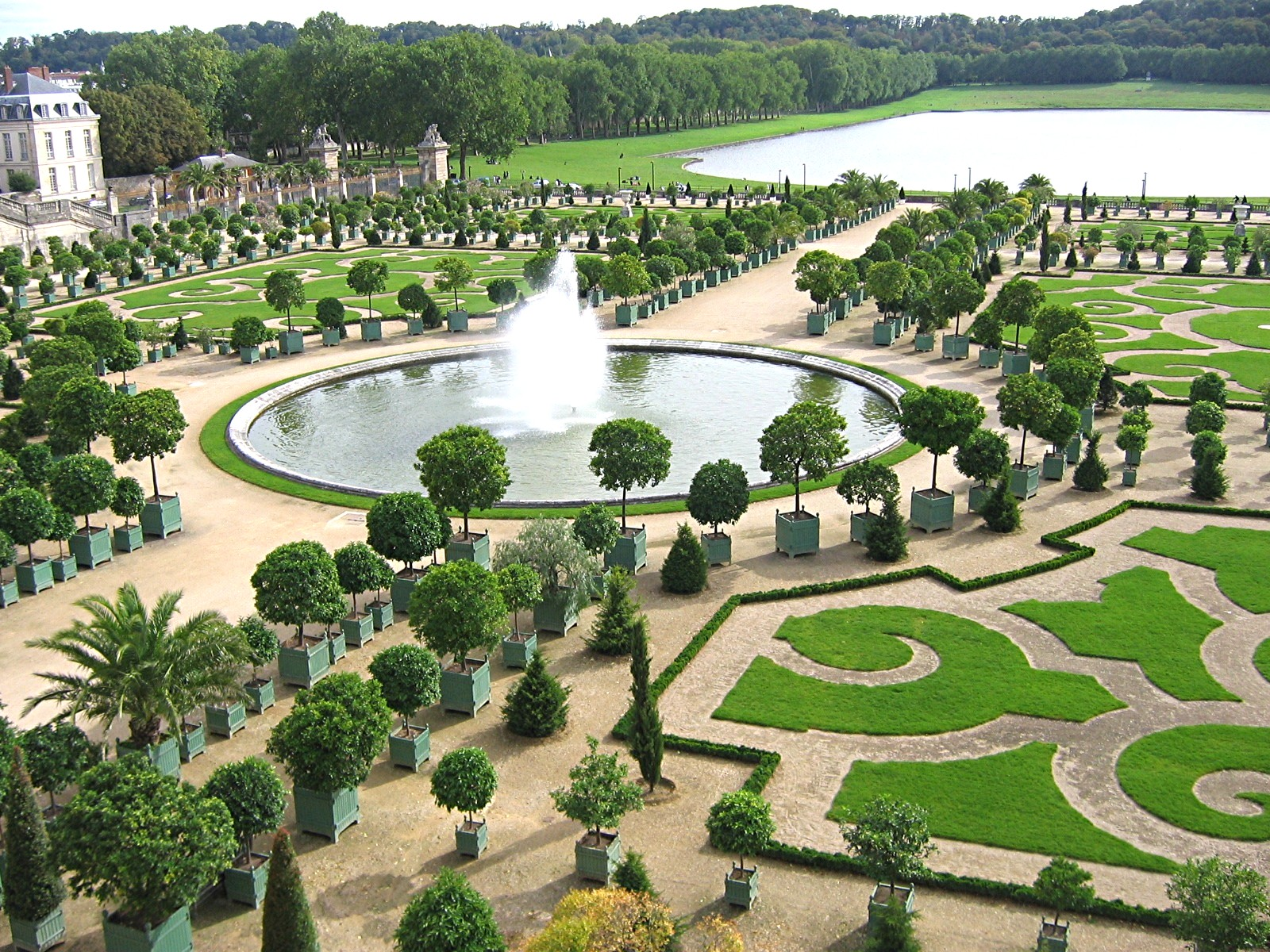
Orangerie del Palacio de Versalles

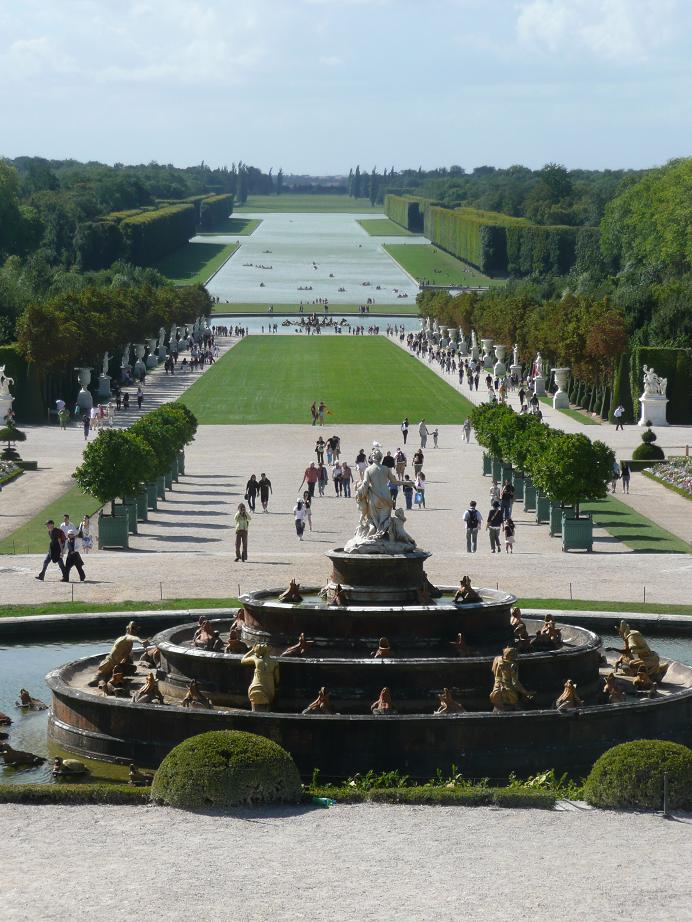
Estanque de Latona, fuente con el tapis vert y el Grand Canal en el fondo.

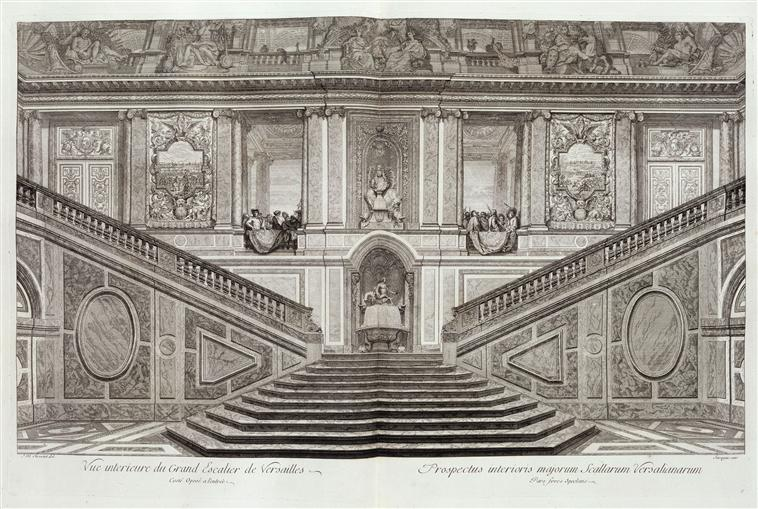
Escalera de los Embajadores en Versalles (1671-1680; demolida en 1752).

Al principio de su reinado, el «Rey Sol» Luis XIV vivía en París: en el Palacio Real, en el Louvre, en las Tullerías. Trató de quedarse en Vincennes y en Saint-Germain-en-Laye, y pasó una temporada en Fontainebleau. En 1651, el rey efectuó su primera visita a Versalles y en 1661 empezaron los nuevos trabajos de ampliación. Luis Le Vau, el arquitecto del Palacio de Vaux-le-Vicomte, fue el encargado de reconstruir las dependencias, Charles Errard y Noël Coypel empezaron los trabajos de decoración de las estancias, mientras que André Le Nôtre creó el invernadero y el zoológico. En esa época, Versalles no era más que una residencia de placer en cuyos jardines se celebraban las fiestas; el Palacio del Louvre era oficialmente el palacio real.
En mayo de 1664 el rey Luis XIV inauguró el palacio. Entonces se celebró la primera fiesta, que se denominó: "Los Placeres de la Isla Encantada". La fiesta se inició con dos poemas épicos del siglo XVI: Orlando furioso de Ludovico Ariosto y Jerusalén liberada (La Gerusalemme liberata, 1580) de Torquato Tasso. Molière presentó las Cartas francesas creando la Princesa de Elide y los tres primeros actos del Tartufo. El rey había preparado esta fiesta, en secreto, para Mademoiselle La Vallière.
Luis XIV decidió conservar el palacio edificado por Luis XIII. Luis Le Vau triplicó la superficie del palacio, que fue decorado retomando el tema del Sol, omnipresente en Versalles. Los jardines, especialmente apreciados por Luis XIV, fueron ampliados y adornados con esculturas de François Girardon y de Le Hongre. Las primeras estatuas en el jardín se instalaron en 1665 y se construyó la gruta de Tethys.
En 1667, se excavó el estanque del Gran canal en el centro del jardín. Le Nôtre diseñó la ampliación del ala central y se hizo cargo de los jardines y las viviendas exteriores. Colaboró con Francine, hijo de un ingeniero italiano, para la construcción y las instalaciones hidráulicas. Le Nôtre aplicó sus conocimientos de arquitectura, hidráulica, geología, óptica y botánica para convertirse en un jefe de obras que revolucionó la jardinería diseñando parques a gran escala.
Al año siguiente se celebró la décima fiesta el 18 de julio, en la que se dio a conocer el nombre de Versalles. Conocida (la fiesta) con el nombre de "Gran Divertimiento Real de Versalles", dejarán huella por sus creaciones: Georges Dandin, Molière, así como las fiestas del Amor y del Azar, de Lully.

#### Ampliación del palacio (1678-1715)

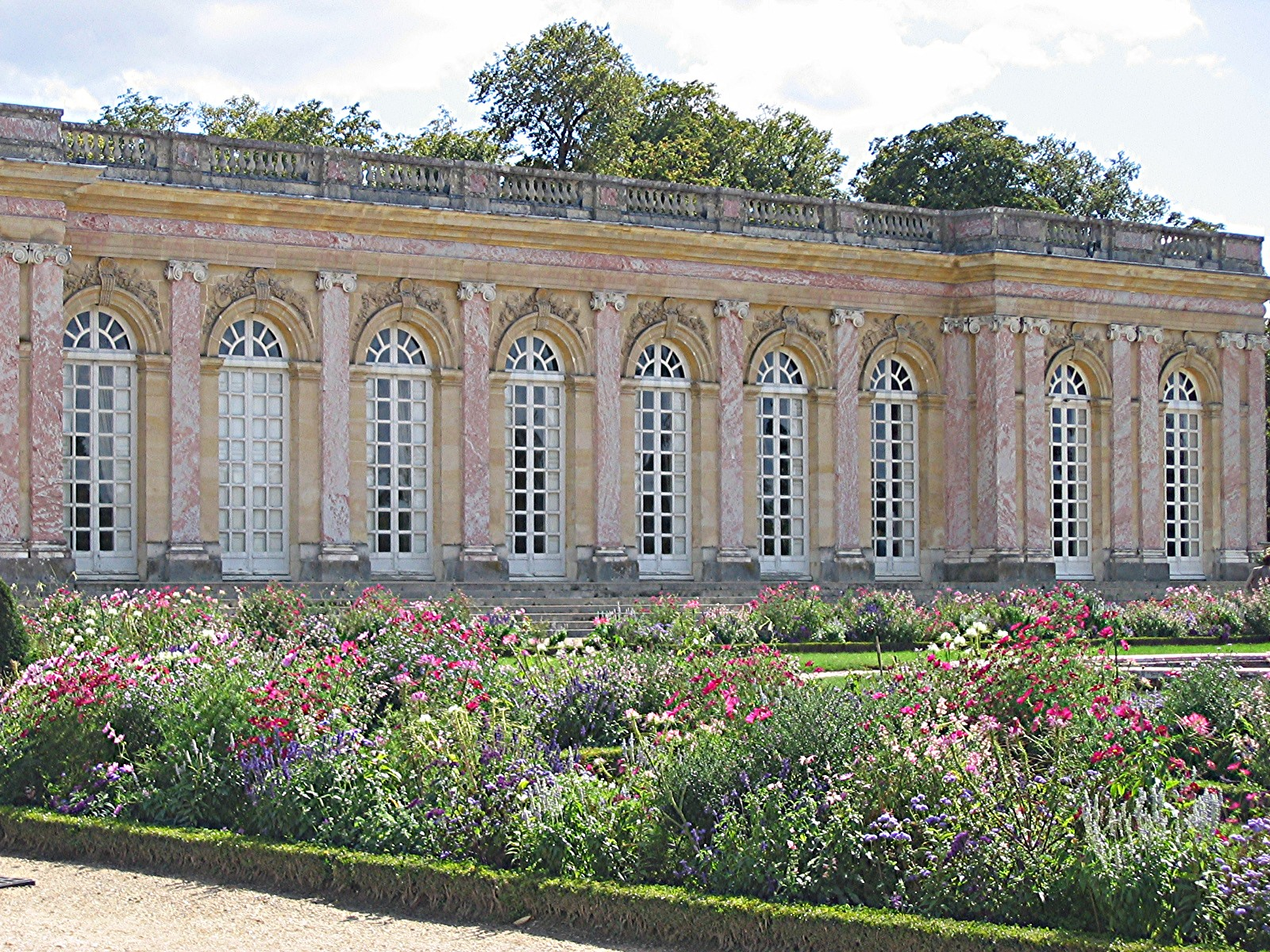
En 1670 se construyó el Gran Trianón.

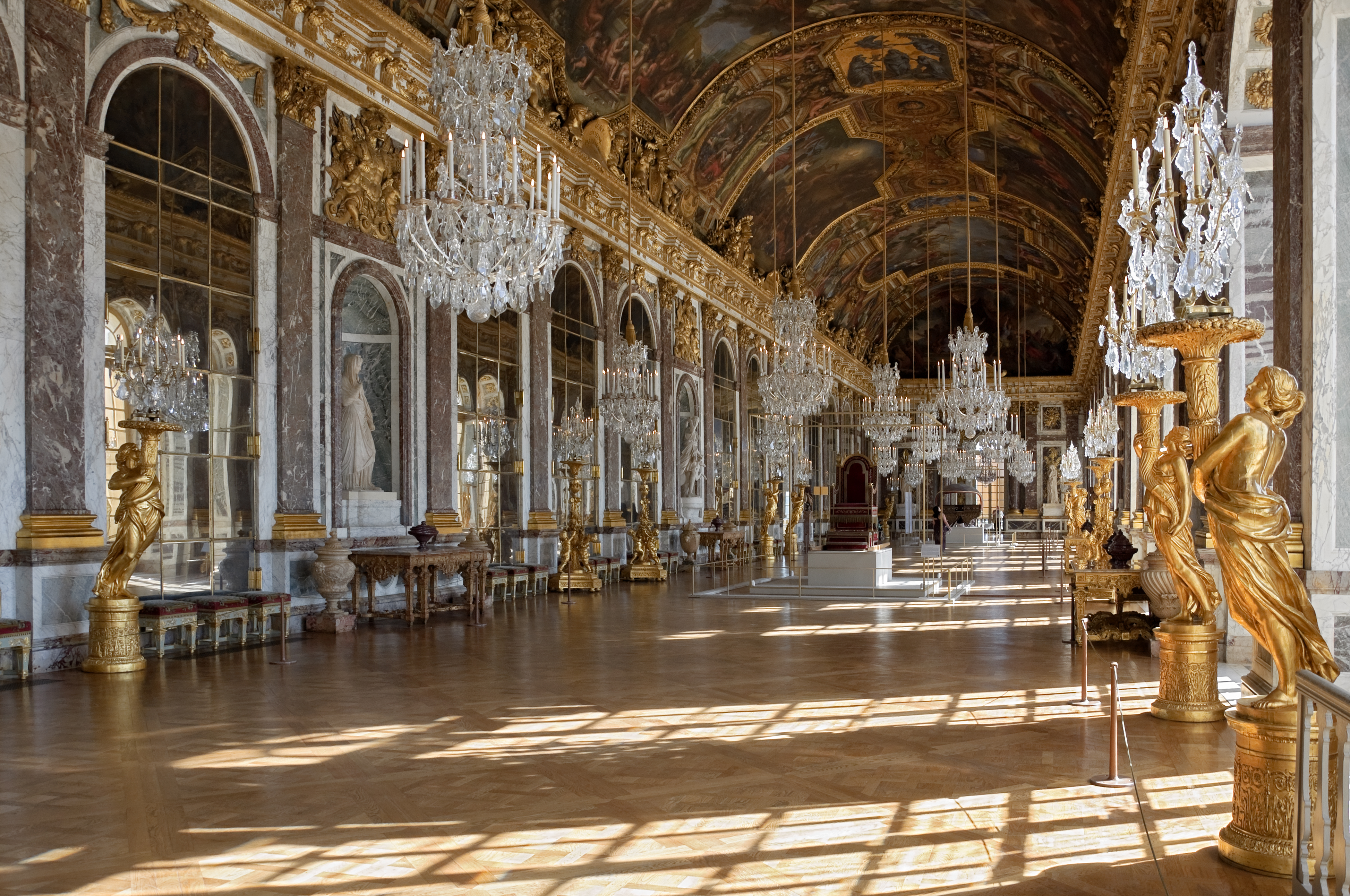
Galería de los Espejos.

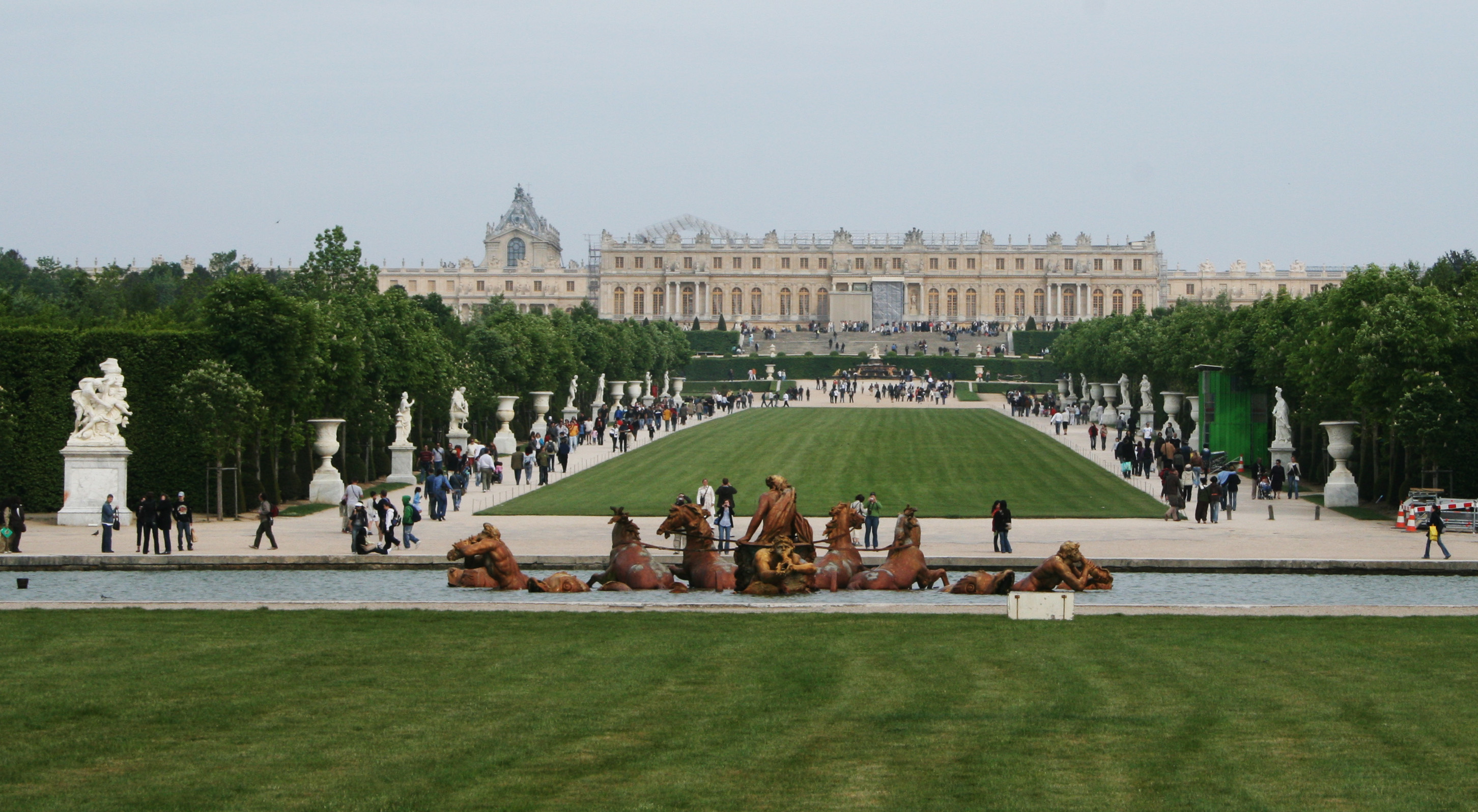
Los jardines.

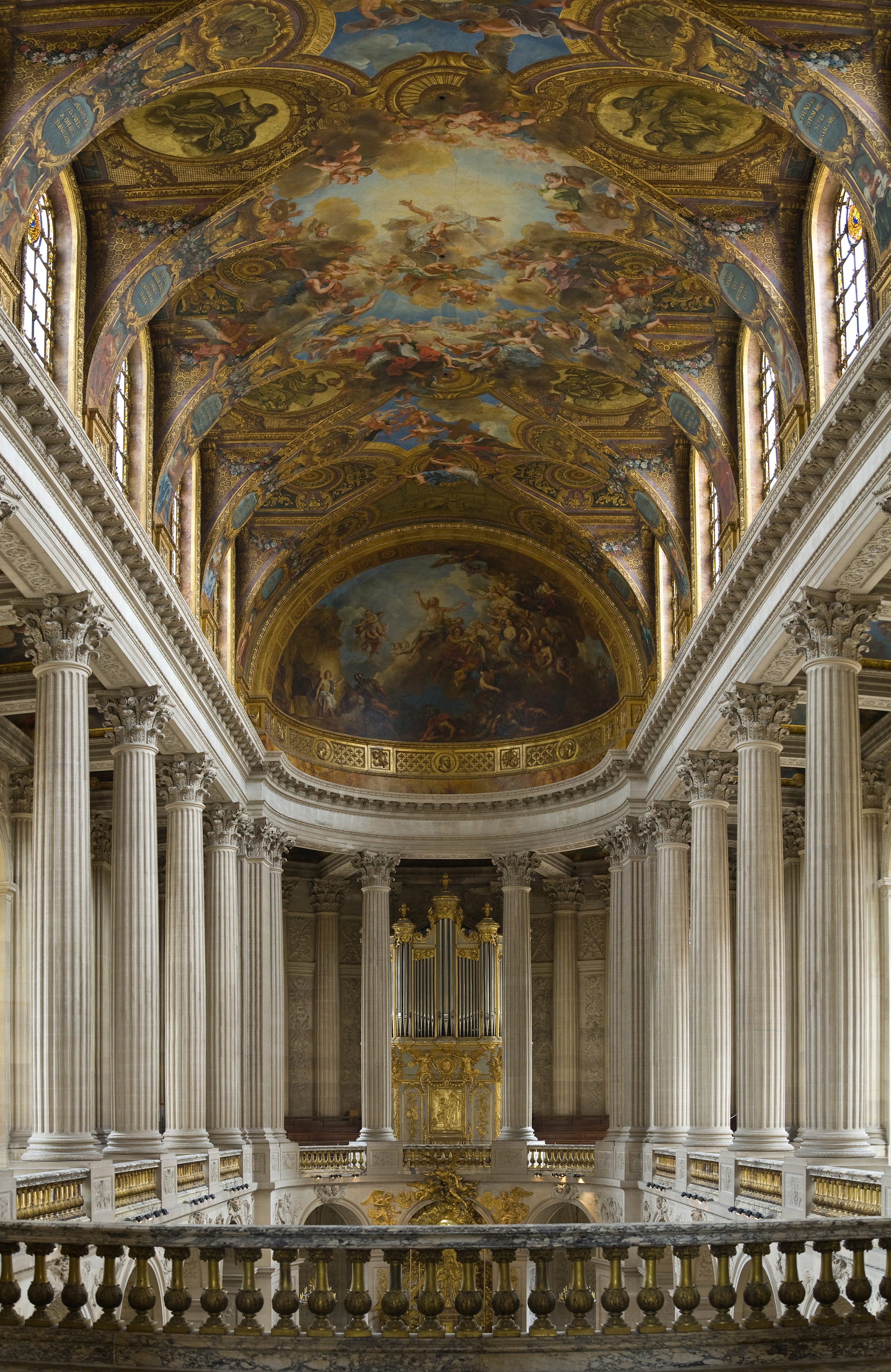
Capilla real, desde la tribuna.

Los trabajos en Versalles respondían a un deseo político y económico de Luis XIV. El rey, deseando ampliar el palacio, confió este trabajo a Luis Le Vau, cuyo proyecto suponía la destrucción del palacio primitivo, que sería reemplazado por un palacio a la italiana. El proyecto planteaba la ampliación del palacio, por la parte del jardín, revestido de piedra.
Le Vau empezó la edificación del revestimiento, que consistía en una segunda construcción que rodearía el primer palacio. De una parte a otra del antiguo palacio, el "Gran Departamento" del rey, al norte, el de la reina, al sur, fueron emplazados simétricamente. Una terraza, frente a los jardines, comunicaba ambas dependencias. Momentáneamente, se conservó el palacio de ladrillo y piedra. Las fachadas se adornaron con columnas de mármol de Rance, balcones de hierro forjado y dorado y bustos sobre las balaustradas. Los tejados llevaban adornos y el patio fue enlosado con mármol.
El 11 de octubre de 1670 fallecía Le Vau, y Colbert designó a François d’Orbay para proseguir con las obras. Luis XIV vio su deseo cumplido, el palacio de Luis XIII permaneció igual frente al burgo, pero no sucedió lo mismo con respecto al jardín, ya que quedó oculto tras las nuevas edificaciones. Desde entonces se distinguieron, perfectamente, el "Palacio Viejo" de Luis XIII y el "Palacio Nuevo" de Luis XIV, construido por su hijo. Las largas fachadas fueron punteadas por una saliente y divididas a lo alto.
En el primer piso se pusieron columnas jónicas, hornacinas y altas ventanas rectangulares (diseñadas por Mansart en 1669). Se decoró con esculturas: estatuas en las hornacinas y bajorrelieves rectangulares sobre las ventanas (desaparecidos en 1679). En el segundo piso, o ático, la decoración fue de estilo corintio y se coronó con una balaustrada.
En Versalles, y cerrando la terraza de Le Vau por medio de una larga fachada cuyas líneas arquitectónicas eran iguales a las del palacio nuevo, Mansart construyó la Galería de los Espejos entre 1678 y 1684. Este símbolo del poder absoluto del monarca, se levantó sobre la antigua terraza del palacio nuevo. La decoración fue confiada al equipo de Charles Le Brun. La galería, limitada al norte por el salón de la "Guerra" y, al sur por el salón de la "Paz", tiene 73 m de largo, ocupando la fachada oeste del "Palacio Nuevo", y servía de comunicación entre los departamentos del rey y de la reina.
En 1678, se empezó la construcción del ala sur destinada a alojar a los cortesanos. Mansart proyectó la construcción de dos edificios que encuadrarían el palacio de Le Vau por el norte y por el sur y por detrás de este. De esta forma, la Galería de los Espejos, el Salón de la Guerra y de la Paz reemplazaron la terraza y los gabinetes del rey y de la reina.
Entre 1685 y 1689 una verdadera fiebre constructiva dio paso al Invernadero, las caballerizas, el Gran Común y el ala norte para los cortesanos. La construcción de las alas norte y sur amplió las fachadas de Le Vau. La fachada medía 670 m. Los dos nuevos edificios acogían a las Princesas y a los cortesanos, las caballerizas, las carrozas, los servicios generales y el alojamiento de los criados. La Gruta de Téthys fue derruida.[cita requerida] En 1687, Mansart edificó un pequeño palacio de mármol y pórfiro: el Gran Trianón.
En el nuevo Versalles, se accedía a los departamentos de la reina por medio de una escalera de mármol llamada la "Escalera de la Reina". El rellano daba acceso a las dos Salas de la Guardia de Corps, después estaba la Antecámara, el Gran Gabinete y la Cámara que daba al Salón de la Paz. Este conjunto componía la fachada sur edificada por Le Vau.
Los nuevos departamentos del rey se edificaron alrededor del Patio de Mármol. Los departamentos oficiales llamados "Departamentos del Rey" ocupaban las alas sur y oeste del palacio de Luis XIII, y el "Departamento interior" se hallaba en el ala norte. El departamento del rey lo componían siete piezas, la última se unía con el Departamento Interior. En el centro del palacio se instaló el Salón del Rey (futura cámara de Luis XIV), y terminaba con el Gabinete del Consejo y el "Gabinete de las Thermes" o de las "Pelucas".[cita requerida]
En 1701, la cámara del rey se situó en el centro del palacio. La antecámara y la cámara de (1689) fueron unidas para formar la "Cámara del ojo de buey". En 1710, se terminó la construcción de la Capilla Real edificada por Robert de Cotte, que señalaría el fin del reinado de Luis XIV. El 1 de septiembre de 1715, el rey Sol murió. Su cuerpo fue expuesto en su propia habitación, convertida en capilla ardiente.

#### Protocolo en la corte del «Rey Sol»

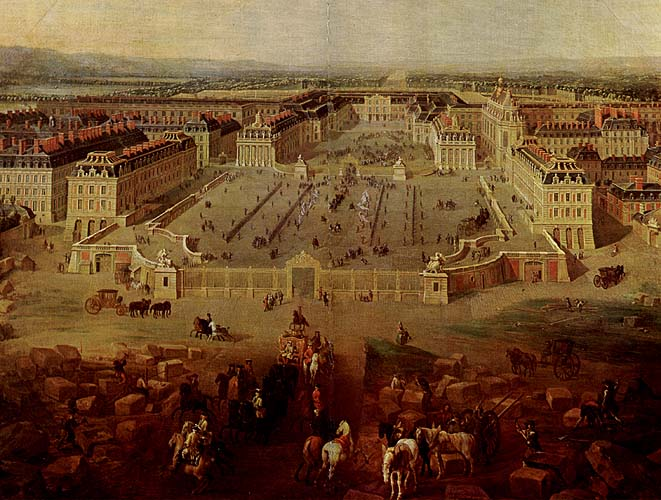
Vista de los tres patios (de Honor, Real y de Mármol), hacia 1722

En mayo de 1682 el rey dejó Saint-Cloud y se instaló definitivamente en Versalles, que se convirtió, de esta forma, en la residencia oficial del rey de Francia. Versalles vivió entonces el apogeo de la sociedad cortesana. Luis XIV transformó una nobleza belicosa y potencialmente rebelde en un grupo mantenido por el Estado en la persona del rey. El rey, que había conocido durante la Fronda los peligros de una sublevación de la nobleza, quería proteger tanto a la persona real como al gobierno.
El rey estableció unas reglas de protocolo que transformaron todos sus actos, incluso los más cotidianos, en un ceremonial casi sagrado. En el acto de levantarse o acostarse de los reyes podía estar presente un determinado número de personas, los más favoritos tenían el honor de rodear al rey por detrás de la balaustrada, que aislaba el lecho del resto del dormitorio, y prestarle ayuda cuando se vestía. Todas los actos de su vida estaban regulados de esta manera y las relaciones del rey con las personas que podían aproximarse a él tenían que realizarse con toda solemnidad, ya fueran recepciones a los embajadores, presentación de nobles y damas con título, o el recibo de felicitaciones y parabienes.

### Luis XV y Luis XVI

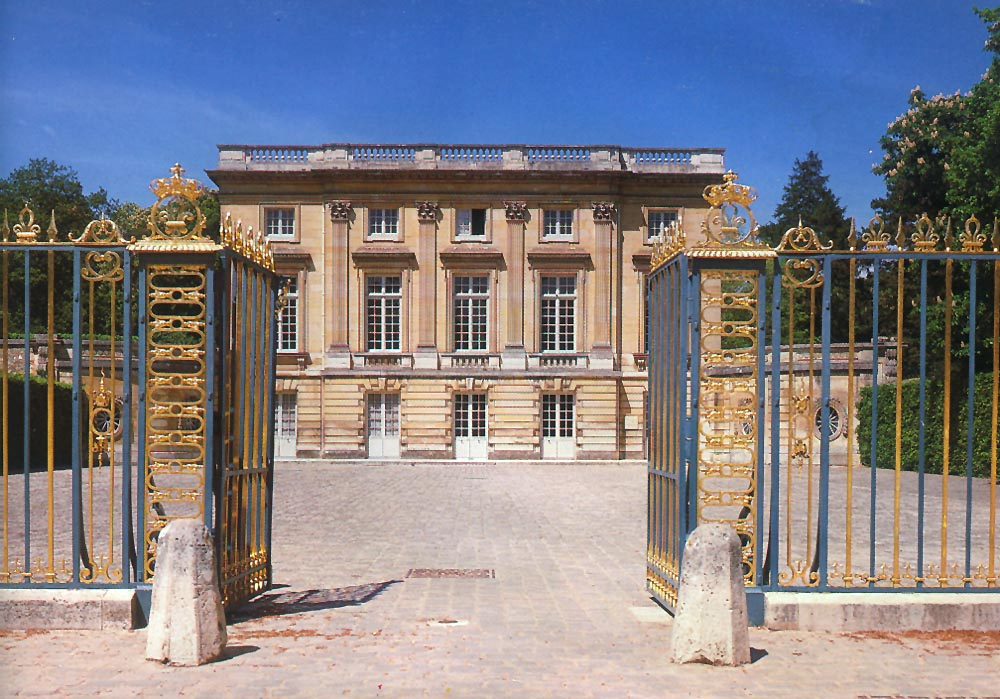
Entre 1761 y 1768, Ange-Jacques edificó el Pequeño Trianón.

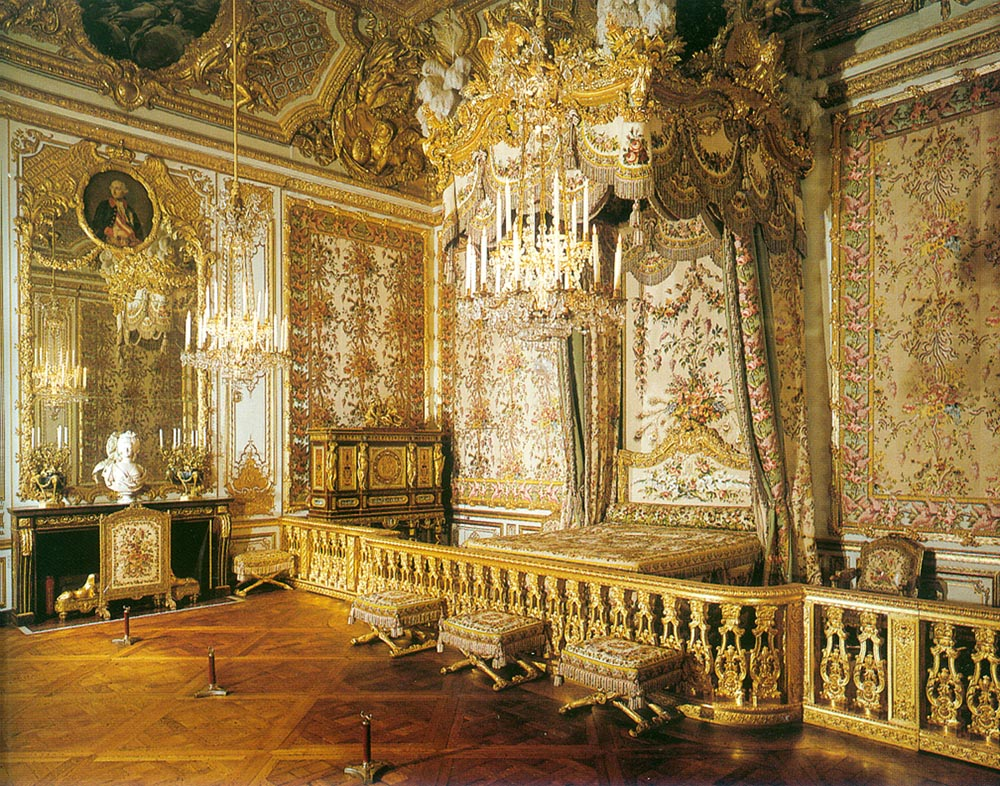
Cámara de la reina.

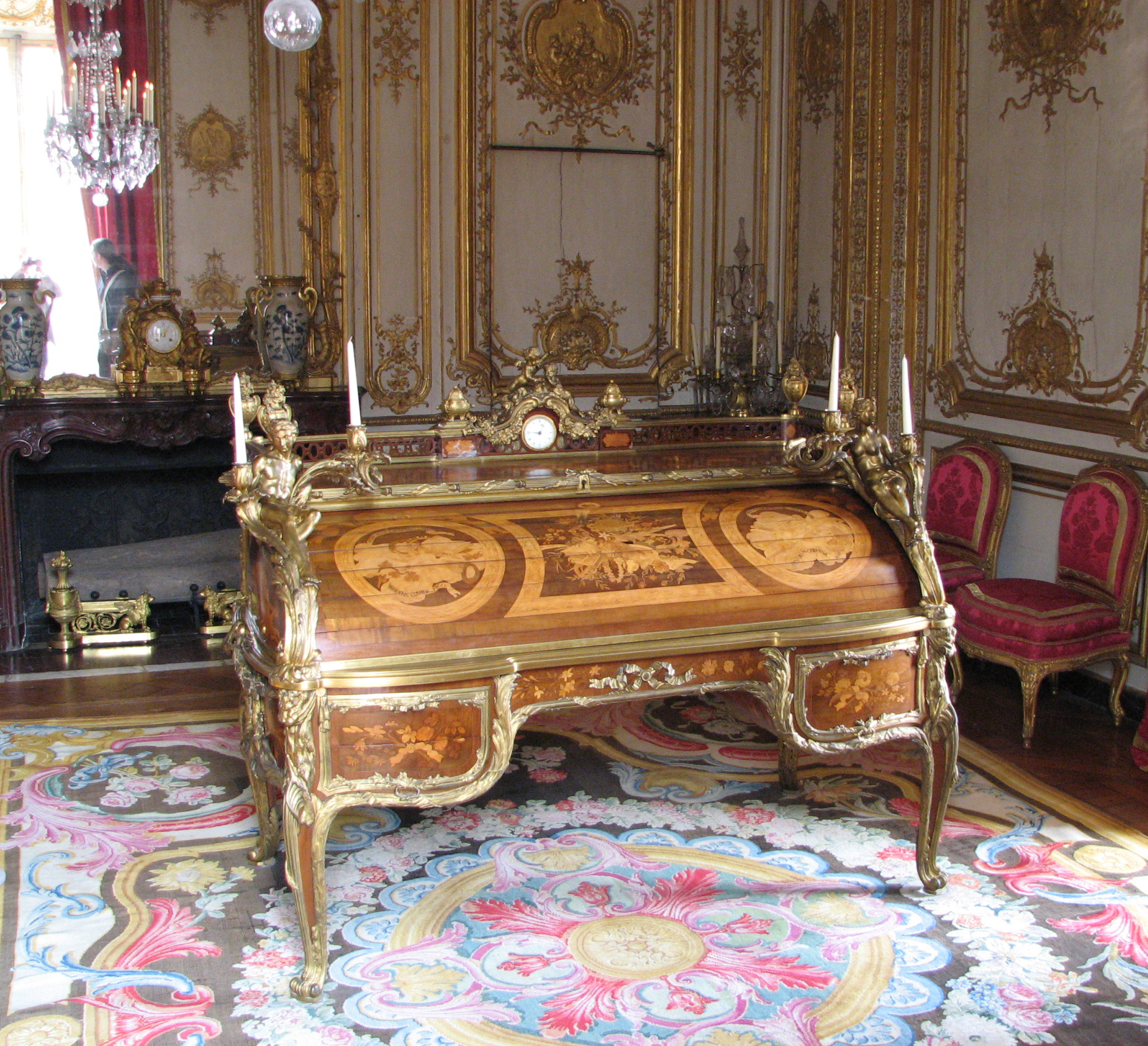
El escritorio de Luis XV

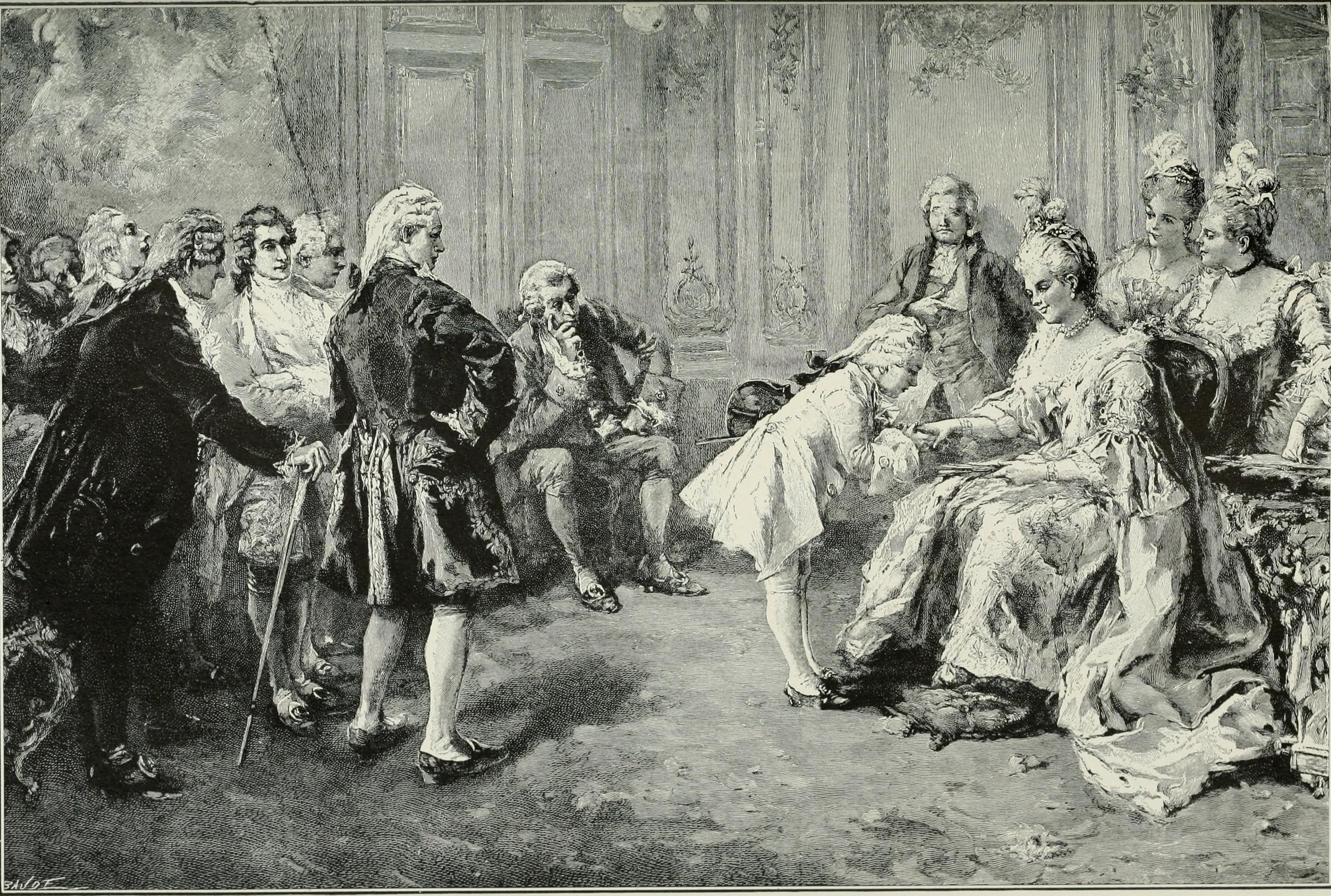
Mozart durante su estancia en el Palacio de Versalles

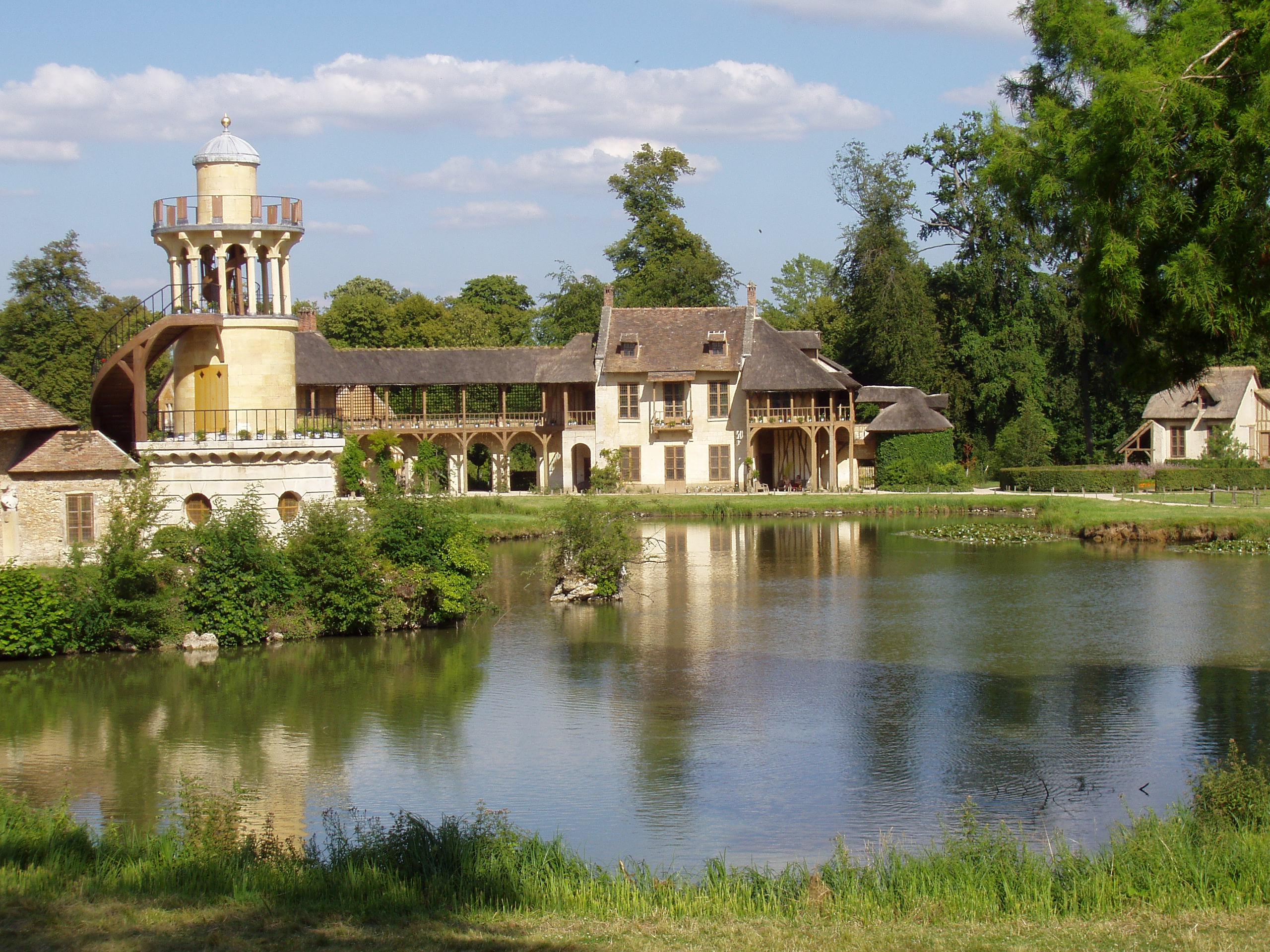
Vista de una parte de la aldea.

En 1715 el nuevo rey era un niño, y su tutor, Felipe de Orleans (llamado el Regente, primo de Luis XV) abandonó Versalles el 9 de septiembre y se instaló en su residencia parisina del Palacio Real, y la corte se instaló en las Tullerías. Sin embargo, en 1722 Luis XV volvió a Versalles y se instaló en los departamentos de Luis XIV.
Las primeras reformas consistieron en la demolición de las "Estancias de los Baños" y la "Escalera de los Embajadores", así como la construcción del salón del Pequeño Trianón. Además se ejecutó la transformación de los Departamentos del Rey, de la Reina y de las princesas de la familia real. Para transformar y adaptar las estancias a los gustos de la época y hacerlos más confortables, Ange-Jacques Gabriel se hizo cargo de las reformas.
La nueva Administración de los edificios, a cuya cabeza se encontraba desde 1708 el duque d’Antin, encargó la decoración de la gran sala (salón de Hércules) a Robert de Cotte que dirigió los trabajos siguiendo los proyectos elaborados durante los últimos años del reinado de Luis XIV. Las paredes fueron recubiertas con el mármol escogido por Luis XIV y se decoraron con cuadros de Paolo Veronese. François Lemoine quiso rivalizar con Veronese pintando "La apoteosis de Hércules". El Salón de Hércules comunicaba con los Departamentos del Rey y con el vestíbulo de la capilla. Más tarde, Gabriel reemplazó la escalera de los Embajadores por una nueva escalera que terminaba en esta sala.
En 1735 se terminó la decoración de la cámara de la Reina realizada por Gabriel padre e hijo. Al año siguiente se inauguró el Salón de Hércules. Además, las salas del departamento de las colecciones de Luis XIV fueron constantemente reformadas. Los trabajos empezaron en 1742 con la creación del dormitorio real privado, y se terminaron en 1760. La segunda transformación consistió en unir el antiguo Gabinete el Rey (o del Consejo) con el Salón de las Thermes (o de las Pelucas), para formar el salón del Consejo.
Para alojar a todas las princesas en unos aposentos dignos de su rango, Gabriel llevó a cabo múltiples trabajos. Las princesas cambiaron, durante ese tiempo, del ala sur al ala norte y al primer piso del cuerpo central del edificio. Luis XIV, el delfín y su esposa tomaron posesión de los departamentos del piso bajo situados debajo del Departamento de la Reina y la Galería de los Espejos. En el siglo XIX se destruyó todo este conjunto. Solo se conservó la Cámara del Delfín y la Biblioteca.
En los últimos años de Luis XV, se crearon la sala de Espectáculos (o de la Ópera Real). Al construirse el ala norte, Luis XIV pensó en edificar un gran teatro para la ópera, pero las finanzas al fin de su reinado no se lo permitieron. En 1770 tuvo lugar el matrimonio del Delfín (futuro Luis XVI) con María Antonieta de Lorena, archiduquesa de Austria, que se celebró en la Capilla Real. Ese mismo día se inauguró el teatro de la Ópera Real.
Luis XV fue el responsable de la destrucción de muchos de los espléndidos edificios de la época de Luis XIV, pero en el interior del palacio se crearon unas magníficas decoraciones. Los jardines y, en particular el Trianón, se enriquecieron con la edificación del Pabellón francés y el Pequeño Trianón. Por otra parte, mientras Gabriel seguía con su obra, la vida de la corte también seguía su curso. La distracción favorita de ese siglo era el teatro.
Durante la Navidad de 1763, Mozart y su familia visitaron Versalles y comieron con los reyes. El joven Mozart de 7 años tocó varias obras durante su estancia y más tarde dedicó sus dos primeras sonatas para clave, publicadas en 1764 en París, a Madame Victoria, hija de Luis XV.
Durante el reinado de Luis XVI, se llevaron a cabo varias edificaciones en el Pequeño Trianon. En la conocida como “Aldea de la Reina”, durante 1777-78 se construyó el Belvedere y el Templo del Amor, siendo ambos decorados por Joseph Deschamps. El mismo Deschamps, decoraría de nuevo el Teatro de la Reina, construido en 1780.
Fuera del Pequeño Trianon, en 1778, se arreglan las fachadas del palacio que dan al lado del parque, embelleciéndolas con esculturas. En 1787, se decora el Pabellón de la Lanterne y en 1756 la Puerta de San Antonio.
En 1783 España y Francia firmaron en el palacio el tratado de paz que puso fin a la guerra de Independencia de los Estados Unidos.

### La Revolución de 1789
Versalles vivió el apogeo de la Francia de los Borbones, pero también su destrucción: en Versalles se establecieron los Estados Generales desde 1789 hasta el 6 de octubre. En esta fecha, el palacio fue tomado por el pueblo y el rey y su familia obligados a trasladarse e instalarse en París.
Tan pronto como la familia real partió, el palacio fue cerrado. En 1792, la Convención Nacional, el nuevo gobierno revolucionario, ordenó el traslado de todas las pinturas y esculturas del palacio al Louvre. En 1793, la Convención declaró la abolición de la monarquía y ordenó la venta en subasta de todos los bienes reales del palacio. La subasta tuvo lugar entre el 25 de agosto de 1793 y el 11 de agosto de 1794. El mobiliario y las obras de arte del palacio, incluidos los muebles, espejos, baños y utensilios de cocina, se vendieron en diecisiete mil lotes. Todas las flores de lis y los emblemas reales de los edificios fueron recortados o cincelados. Los edificios vacíos se convirtieron en un almacén de muebles, arte y bibliotecas confiscados a la nobleza. Los Grandes Aposentos vacíos se abrieron a las visitas a partir de 1793, y en algunas de las habitaciones vacías se inauguró un pequeño museo de pintura francesa y una escuela de arte.
En virtud de una orden emitida por la dirección del distrito de Versalles en agosto de 1794, la Verja Real fue destruida, el Patio Real fue desalojado y el Patio de Mármol perdió su precioso suelo.

### Napoleón I

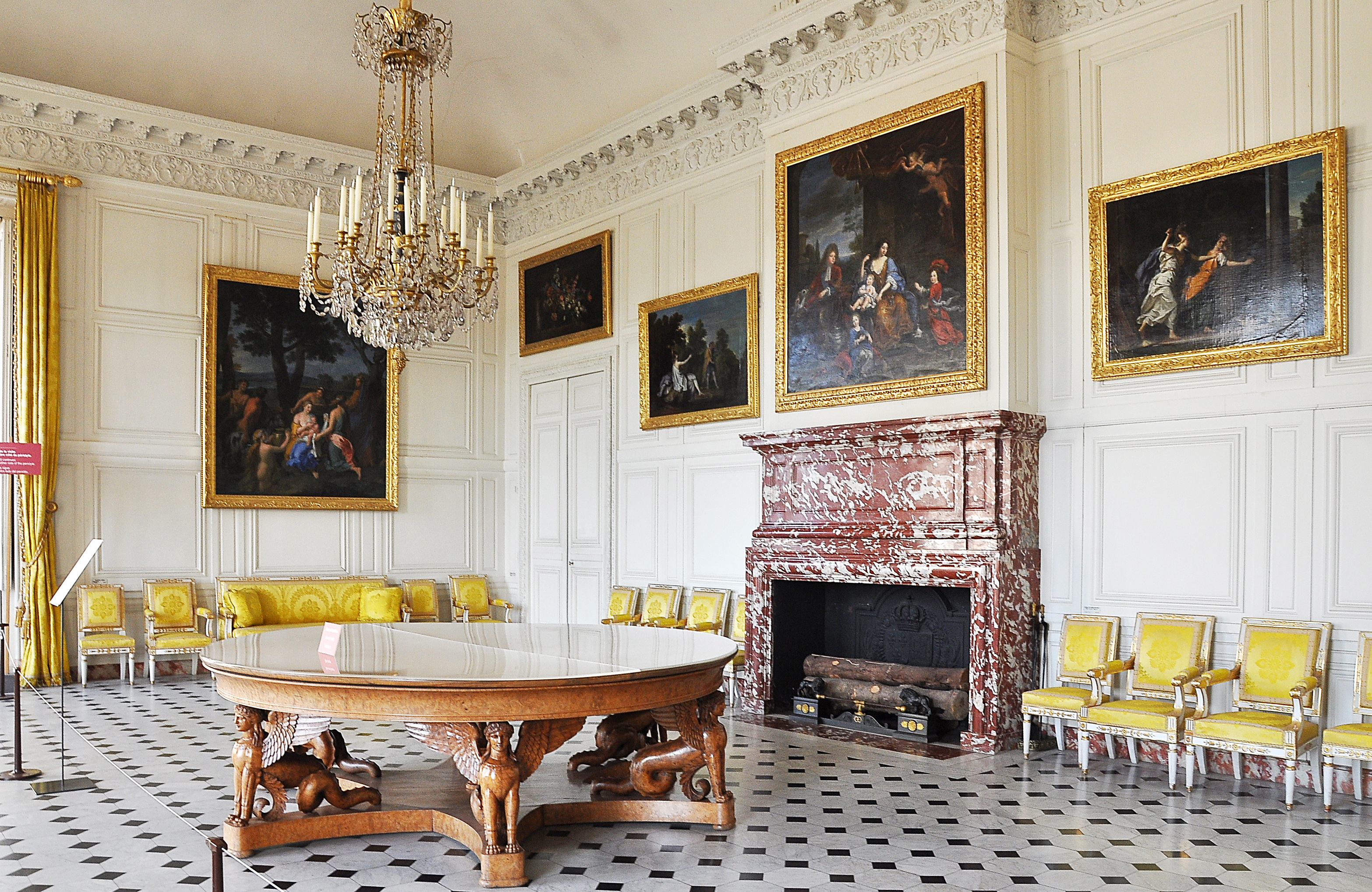
Antecámara de los Señores en el Gran Trianón

Cuando Napoleón Bonaparte se convirtió en emperador de Francia en 1804, pensó en hacer de Versalles su residencia, pero abandonó la idea debido al coste de la renovación. Antes de su matrimonio con María Luisa en 1810, hizo restaurar y amueblar de nuevo el Gran Trianón como residencia primaveral para él y su familia, con el estilo de mobiliario que se ve hoy en día.

### Restauración borbónica

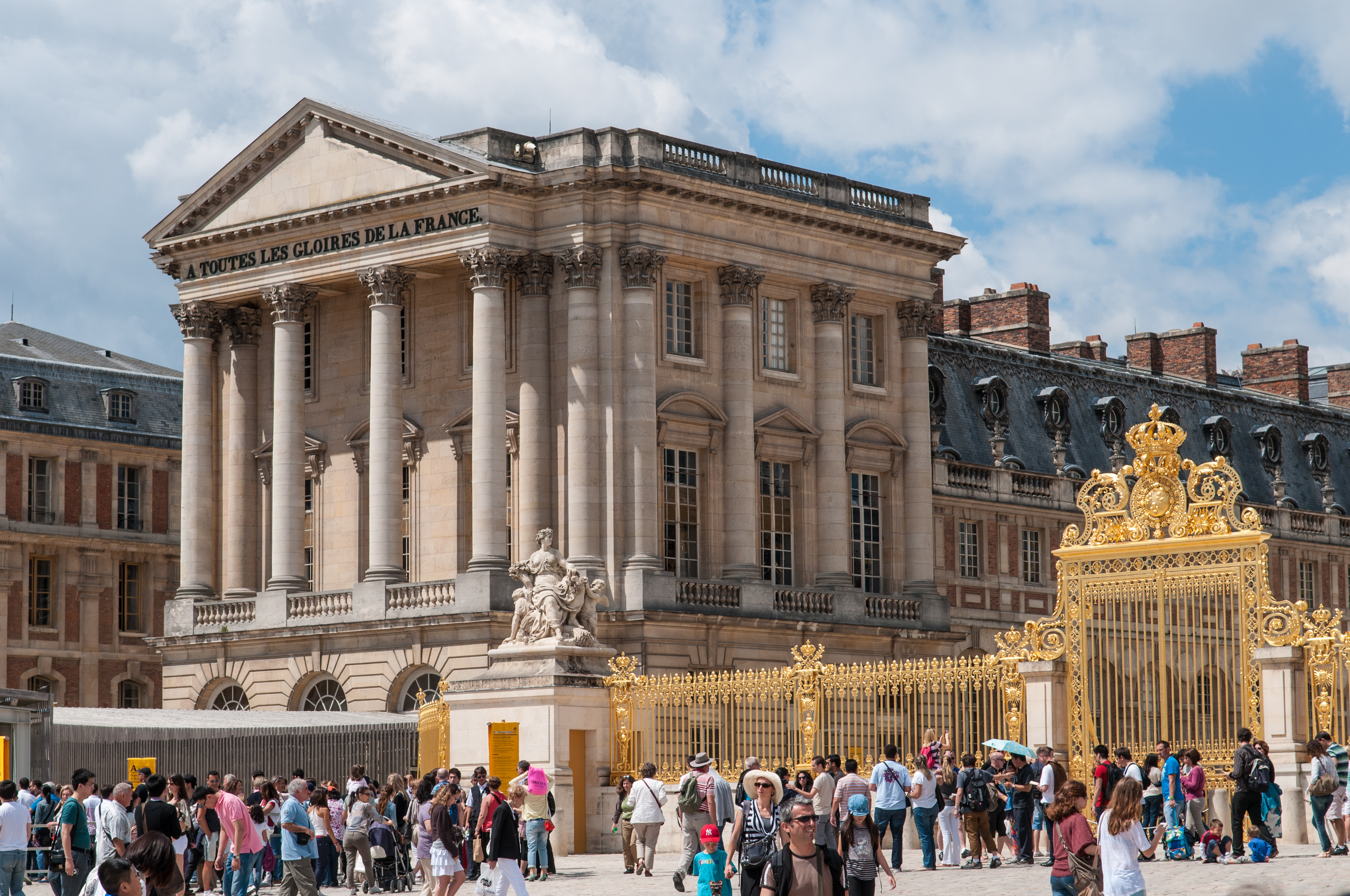
El pabellón Dufour después la restitución de la Verja Real y de la estructura de acceso

En 1815, con la caída final de Napoleón, Luis XVIII, el hermano menor de Luis XVI, se convirtió en rey y consideró la posibilidad de devolver la residencia real a Versalles, donde había nacido. Ordenó la restauración de los aposentos reales, pero la tarea y el coste eran demasiado grandes. Luis XVIII hizo demoler y reconstruir (1814-1824) el extremo más alejado del ala sur del Patio Real para que coincidiera con el ala Gabriel de 1780 situada enfrente, lo que dio mayor uniformidad de aspecto a la entrada principal. Ni él ni su sucesor Carlos X vivieron en Versalles.

### Luis Felipe
Luis Felipe encargó a su ministro Camille Bachasson, conde de Montalivet la conversión del palacio en museo en 1837.
La idea de la creación de la Galería de las Batallas fue de Luis Felipe I de Francia quien derribó los apartamentos que antes se levantaban en ese lugar y donde residieron, entre los siglos XVII y XVIII, Luis XIV de Francia, Felipe II de Orleans o María Josefa de Sajonia entre otros ilustres personajes.
Su diseño se realizó en 1833, la construcción comenzó ese mismo año y la galería fue solemnemente inaugurada el 10 de junio de 1837.
Las Salas de las Cruzadas (en francés: Salle des Croisades) es un conjunto de habitaciones ubicadas en el Palacio de Versalles.

#### Desde 1870

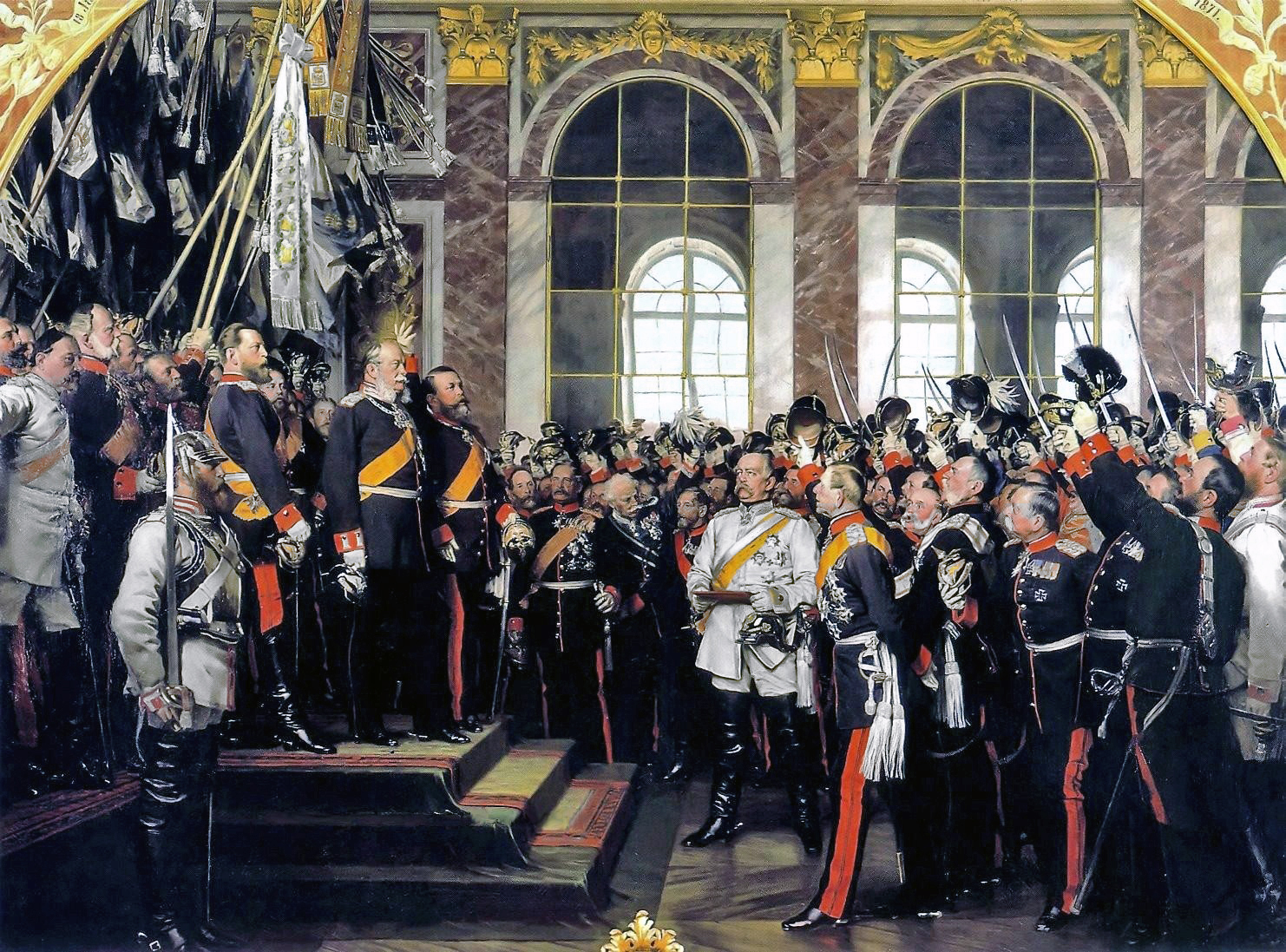
Proclamación del Imperio alemán, 18 de enero de 1871, 1877 por Anton von Werner.

El palacio fue el cuartel general del ejército prusiano en 1870 durante el Sitio de París tras la Guerra franco-prusiana. El emperador alemán fue coronado el 18 de enero de 1871 en la Galería de los Espejos. En el edificio se refugiaron, durante la Comuna de París, Adolphe Thiers y su gobierno, sentándose en el gigantesco hemiciclo, en los sillones color burdeos hasta 1879. Después fue el centro de las elecciones presidenciales de la III y la IV República. Se decoró con grandes frescos que evocaban la guerra, la agricultura, el comercio, la industria y la paz. Además, el Tratado de Versalles se firmó el 28 de junio de 1919, que puso fin a la Primera Guerra Mundial.
Lugar simbólico, el palacio de Versalles fue objeto de un atentado en junio de 1978. La bomba puesta por los nacionalistas bretones dañó cerca de diez salas del edificio.
Por otra parte, "el proyecto del Gran Versalles", desarrollado entre 2003 y 2020 estuvo dotado con 500 millones de euros. Fue el proyecto de construcción más grande que el antiguo dominio ha visto desde Luis Felipe. Los trabajos ha intervenido a todo el conjunto: palacio y parque. Los tres objetivos principales son asegurar el palacio, proseguir con las restauraciones y crear nuevos espacios para la acogida del público. La sociedad Vinci financió la restauración de la Galería de los Espejos con 12 millones de euros.

## Patrimonio de la Humanidad de la Unesco
El jardín de Versalles es clasicista, ordenado, racionalizado. Con el paisajismo se obliga a la circulación. Crea una organización que relaciona todas las esculturas y fuentes y ensalza la monarquía. Las esculturas se señalan unas a otras. Progresiva civilización del jardín: muy ordenado, podado y cuidado en la zona próxima al palacio, y después se va asilvestrando, es decir que se hace más silvestre a medida que nos alejamos del palacio.
Tres siglos después de su creación, el dominio sigue siendo considerable pues cuenta con 800 hectáreas, 20 km de caminos, 200 000 árboles, 35 km de canalizaciones, 11 hectáreas de techumbre, 2153 ventanas y 67 escaleras.

## Los museos y las colecciones del rey
Los museos del palacio de Versalles fueron creados en 1837, por orden de Luis Felipe y son conocidos como «Museo de la historia de Francia». Actualmente, el museo está situado en las alas, mientras que la parte central (a excepción del piso bajo), los Grandes Departamentos, las estancias privadas y los departamentos de la familia real han sido restaurados y pueden verse tal como eran cuando estaban ocupados por los reyes.
Constituyen, con sus 18 000 m² el museo más grande de la historia del mundo. El museo contiene una colección de cuadros reunidos o encargados por Luis Felipe y están organizados por series históricas. Para su exposición, algunos departamentos fueron transformados en salas de museo. Con alrededor de 60 000 obras, las colecciones del Palacio de Versalles cubren varias áreas.
En 1683, en unos departamentos, prohibidos para todo aquel que no estuviera autorizado, los arquitectos y los decoradores habilitaron unos gabinetes y salones destinados a la conservación de las obras maestras y las colecciones del rey. En el "Salón Oval", el gabinete de los Cuadros y el Salón de las Conchas en el que se exponían toda clase de objetos de arte y curiosidades, en las paredes colgaban los cuadros de la colección real. Estas salas formaron parte de los departamentos de las Colecciones que terminaban en el "Salón de las Medallas".
Una parte de estos tesoros fue llevada, por orden de Luis XV, al salón de las Medallas de la Biblioteca de París, el resto se perdió durante la Revolución francesa. La galería de Apolo, en el Museo del Louvre, guarda algunas de las piezas de la colección de Luis XIV, jarras de cristal de roca o materias preciosas (jaspe, coral, etc.) y pequeños objetos de bronce.
En 1684, el departamento de las colecciones se amplió con la anexión del departamento de Montespan, transformándose en una pequeña galería que decoró Mignard, quien encontró la ocasión de rivalizar con Le Brun, primer pintor de Luis XIV. Mignard pintó los plafones inspirándose en el tema de Apolo y de Minerva, decoró asimismo los plafones de los dos pequeños salones de la galería. El suelo era de madera de boj y las paredes estaban cubiertas de ricas tapicerías. Como la colección de obras maestras era considerable, los cuadros se iban exponiendo de forma rotatoria.

## Turismo
Tres millones de personas por año visitan el palacio y 7 millones los jardines, con más del 70 % de ellos siendo extranjeros. Versalles comprende tres palacios: Versalles, Gran Trianón y Pequeño Trianón, además de varios de edificios situados en la villa: grandes y pequeñas caballerizas, hotel de los pequeños placeres, sala del juego de palma y el Gran Común entre otros. Cuenta con 700 estancias, 2513 ventanas, 352 chimeneas (1252 durante el Antiguo Régimen), 67 escaleras y 483 espejos. La superficie total es de 67 121 m² de los cuales 50 000 están abiertos al público. El parque abarca 800 ha, 300 de bosque y dos de jardines a la francesa: el Pequeño Parque, tiene 80 ha y el Trianón, 50 ha. Tiene 20 km² de vallas y 42 km² de paseos, con 372 estatuas. Entre los 55 estanques, los más grandes son el Gran Canal, de 24 ha, y el estanque de los Suizos, de 180 000 m². Hay 600 surtidores y 35 km² de canalización.
El palacio de Versalles y sus jardines se encuentran entre los logros más ilustres de Francia. En 2017, el conjunto ocupó el tercer lugar entre los sitios culturales más visitados de Francia detrás del Museo del Louvre y la Torre Eiffel.
En 2018, por primera vez, Versalles superó la marca de 8 millones de visitantes, en línea con un año turístico récord para los monumentos en la región de París. En 2016, el palacio había tenido 15 % menos de visitantes que en 2015.
En marzo de 2020, el palacio cerró sus puertas. Una decisión que siguió a la declaración del primer ministro Édouard Philippe quien había anunciado la prohibición de reuniones de más de 100 personas, con el fin de limitar la pandemia de enfermedad por coronavirus. Tras más de dos meses y medio de cierre, el palacio reabrió sus puertas a los visitantes. Para evitar que se crucen flujos de visitantes, se establecieron entradas y salidas diferentes para el museo y también para el de Trianon.

### Fiestas de Versalles
En 1664, Luis XIV inauguró en Versalles la primera de una serie de fêtes, divertissements, plaisirs y réjouissances ("fiestas", "diversiones", "placeres" y "regocijos"). Su intención política quedó explicitada en sus Mémoires pour l'instruction du Dauphin ("Memorias para la instrucción del Delfín"). Aunque su diseño evolucionó hasta distanciarse mucho de las intenciones originales, la práctica de las fêtes continuó en los reinados posteriores (hasta los últimos años del reinado de Luis XVI) y a través de los cambios de régimen político, vinculando indisociablemente el barroco versallesco con el principio festivo. También la República francesa organiza en Versalles todo tipo de actos públicos y privados.

## Legado e influencia
La aldea de Versalles se transformó en una verdadera villa que se construyó alrededor del palacio y de los jardines. Los 5000 cortesanos edificaron unos hotelitos en los que se alojaron sus servidores y sus pertenencias. Tabernas y posadas contribuyeron a darle vida a una población que no cesaba de crecer; tenía 70 000 habitantes antes de la Revolución.
La conservación de Versalles es costosa, especialmente en lo que concierne a sus inmensos tejados, pero el turismo, así como los donativos, completan la subvención del Estado para su mantenimiento.
El conjunto es reconocido a nivel mundial como uno de los palacios más grandiosos y ha inspirado a otros gobernantes y magnates que aspiraban a tener su propio paraíso.
En 1717, Pedro el Grande, zar de Rusia, visitó Versalles y residió en el Gran Trianón. A su regreso a Rusia, el monarca aspiraba a superar las fuentes de Versalles en su Palacio Peterhof, controlando el riego mediante un acueducto, más eficiente que la Máquina de Marly. En la misma época se construyó el castillo de Nordkirchen, considerado el complejo señorial barroco más notable de Westfalia. No en vano este complejo recibe el sobrenombre de "El Versalles de Westfalia". A mediados de ese siglo, en Prusia se construyó el palacio de Sanssouci, que fue la residencia de verano de Federico II el Grande. El edificio y su parque se conocen a menudo como "Versalles prusiano".
También en Alemania, al pie de los Alpes bávaros, se encuentra el Palacio de Herrenchiemsee, una réplica del de Versalles. Construido a partir de 1878, el sueño de Versalles del rey Luis II de Baviera nunca se completó. El soberano había encargado esta réplica en homenaje a Luis XIV, a quien admiraba y con quien se identificaba.

### En la literatura
El ambiente festivo y recargado de la vida en Versalles durante su apogeo ha inspirado, junto a los acontecimientos de la revolución francesa, multitud de obras literarias. La mayoría se centran en escenas costumbristas y ostentosas que acontecieron entre el reinado de Luis XIV y finales de la hegemonía de Luis XVI. Un ejemplo de esto es la novela Una historia erótica de Versalles, de Michel Vergé-Franceschi o Conspiración en Versalles, de Annie Pietri.
También se han conseguido varias recreaciones fidedignas de los eventos bélicos y revolucionarios que tienen lugar en Versalles. La versallesca (Juan Rivas-Santisteban) cubre muchos de los aspectos sociales y políticos que conciernen la caída de Versalles. Contrapone principios Kantianos, propios de la época de Les Philosophes a la realidad compleja que experimentan los personajes de la obra.

### En cine y televisión
El matrimonio y, sobre todo, la figura de María Antonieta han trascendido a la cultura popular de muchas maneras. Un reflejo de esto es la adaptación recurrente de su vida a largometraje, como ocurrió en María Antonieta (película de 1938) y más recientemente en Marie Antoinette (película de 2006). En este último filme, se muestra una imagen descontextualizada y moderna de la antigua reina de Francia, donde son característicos los rasgos que han trascendido al imaginario colectivo de su imagen: vanidad, despreocupación y fausto.
En 2015 estrenó la serie televisiva Versalles que narra la construcción del palacio.

### En el arte

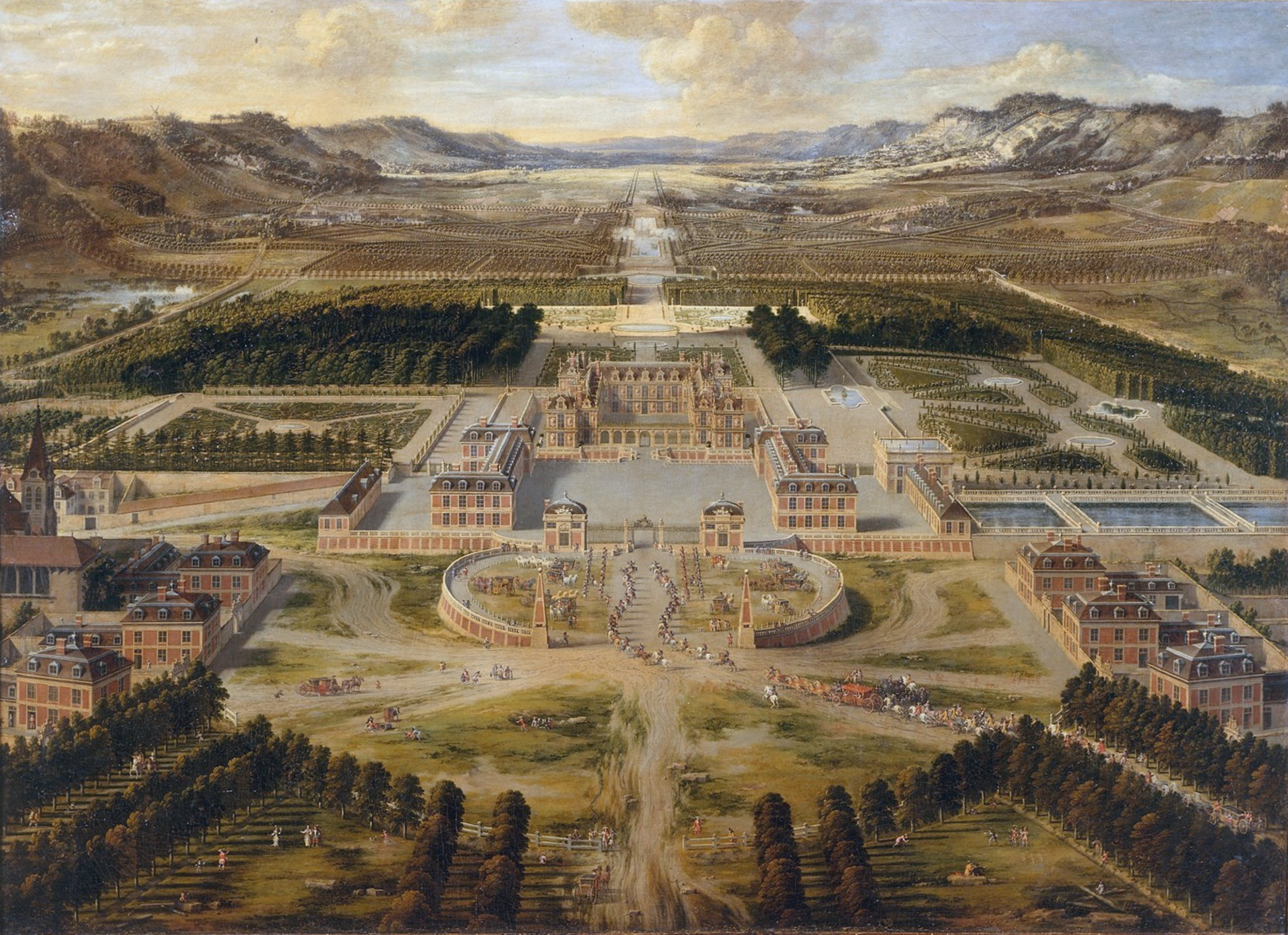
Vista aérea del palacio en 1668, pintura de Pierre Patel

El palacio aparece representado en diversas obras de arte, como la Construcción de Versalles de Adam Frans van der Meulen o Chateau de Versailles, 1668 de Pierre Patel.

## Congreso del Parlamento
Desde de la Tercera República Francesa, el palacio sirve como lugar de reunión del Congreso del Parlamento que es la suma de miembros de la Asamblea Nacional y del Senado. Desde 1875 cerca de 25 000 m² de locales, situados principalmente en el ala sur (comprendida la Galería de las Batallas) fueron adjudicados al Parlamento, dos tercios para la Asamblea nacional y un tercio para el Senado.
Antes de la Quinta República Francesa, el presidente electo de la República recibía los símbolos de su investidura —en particular el Gran Collar de la Orden de la Legión de Honor— en el pabellón de la Provenza. Posteriormente, dicha habitación ha sido transformada en un aposento para el presidente de la Asamblea Nacional.